# کی هاردی
کِی هاردی (انگلیسی: Keir Hardie؛ ۱۵ اوت ۱۸۵۶ – ۲۶ سپتامبر ۱۹۱۵) سیاست‌مدار اهل پادشاهی متحد بریتانیای کبیر و ایرلند بود. هاردی بنیانگذار حزب کارگر انگلستان و نخستین رهبر حزب کارگر بریتانیا از سال ۱۹۰۶ تا ۱۹۰۸ بود

## نگارخانه

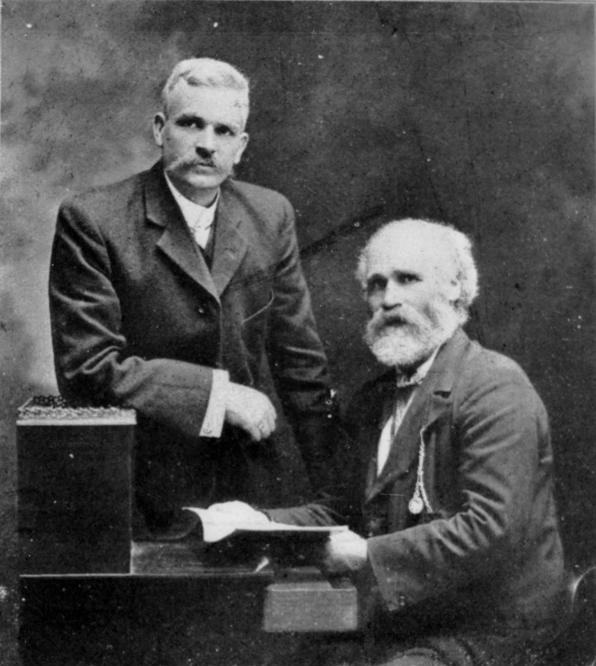
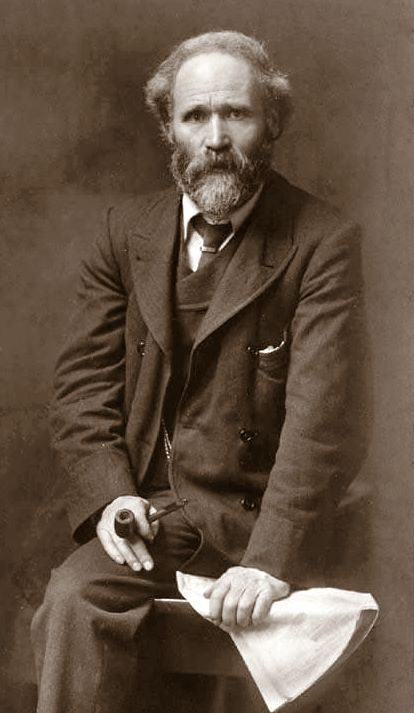
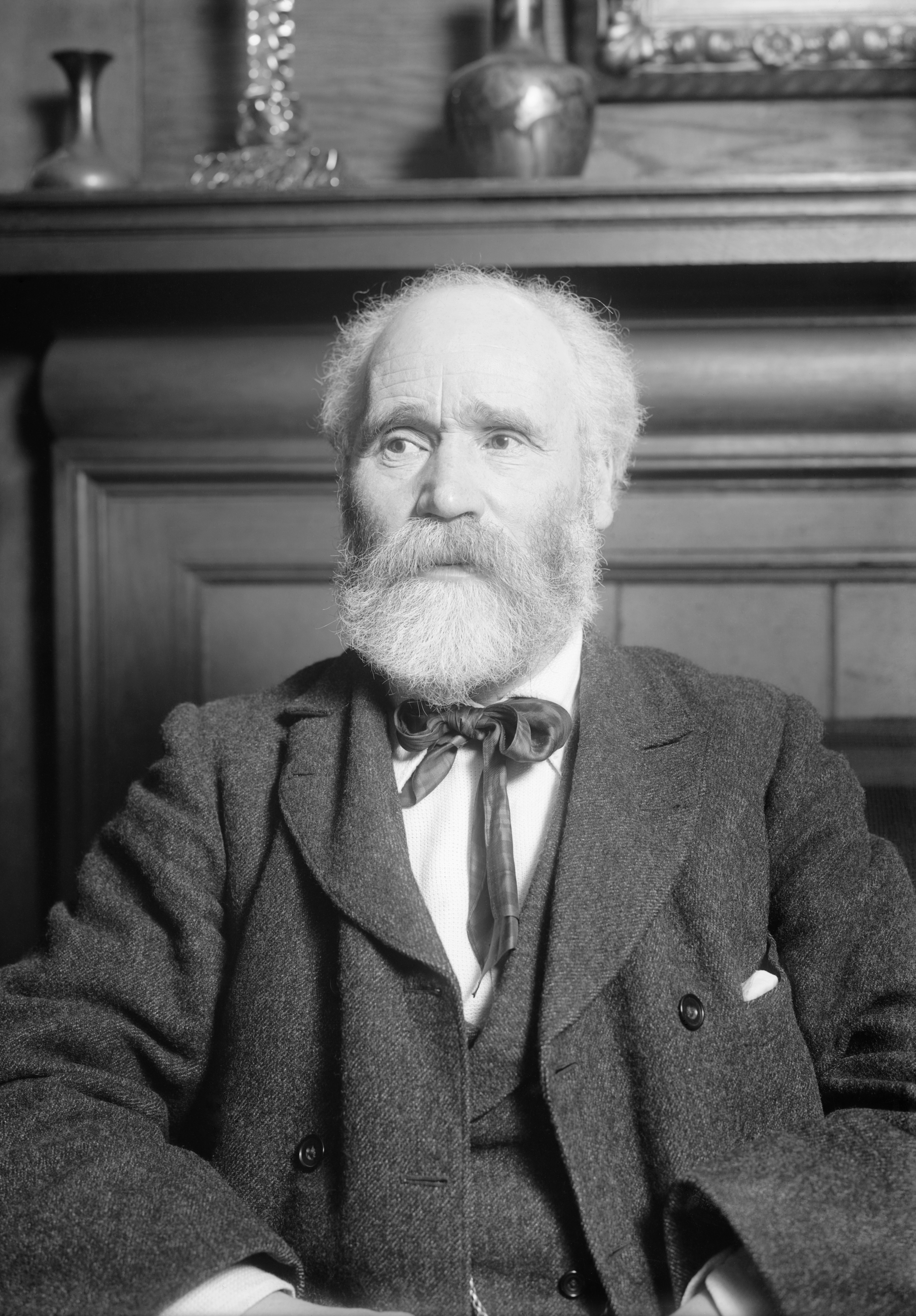
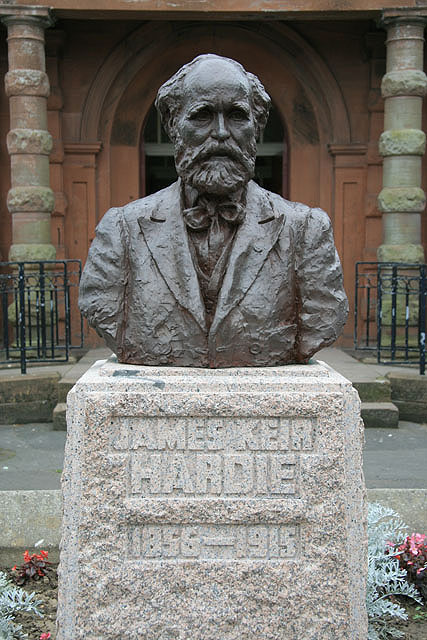